# Sabacon briggsi
Espèce
Sabacon briggsi est une espèce d'opilions dyspnois de la famille des Sabaconidae.

## Distribution
Cette espèce est endémique de Californie aux États-Unis. Elle se rencontre dans les comtés de Marin et de Santa Cruz.

## Description
La femelle holotype mesure 3,86 mm.

## Systématique et taxinomie
Cette espèce a été décrite par Shear en 1975.

## Étymologie
Cette espèce est nommée en l'honneur de Thomas S. Briggs.

## Publication originale
- Shear, 1975 : « The opilionid genera Sabacon and Tomicomerus in America (Opiliones, Troguloidea, Ischyropsalidae). » The Journal of Arachnology, vol. 3, no 1, p. 5–29 (texte intégral).